# بائعين 2
بائعين 2 (بالإنجليزية: Clerks II)‏ هو فيلم كوميدي أمريكي من إخراج كيفن سميث ومن بطولة بريان أهلوران، جيف أندرسون، روزاريو دوسن، تريفور فيهرمان وجينيفر سميث، صدر الفيلم في 21 يوليو 2006.